# Provinz Heredia
Heredia ist die kleinste Provinz von Costa Rica und liegt im Norden des Landes. Im Norden grenzt sie an Nicaragua, im Osten an die Provinz Limón, im Süden an die Provinz San José und im Westen an Alajuela. Die Hauptstadt ist Heredia (Stadt der Blumen). Die Provinz hat eine Fläche von of 2657 km² (5 %) und hatte 2011 433.677 Einwohner (10 %).

## Verwaltungsgliederung
Die Provinz ist in zehn Kantone gegliedert:
| Kanton        | Hauptstadt                | Einwohner (2011) |
| ------------- | ------------------------- | ---------------- |
| Barva         | Barva (Stadt)             | 40.660           |
| Belén         | San Antonio de Belén      | 21.633           |
| Flores        | San Joaquin de Flores     | 20.037           |
| Heredia       | Heredia                   | 123.616          |
| San Isidro    | San Isidro de Heredia     | 20.633           |
| San Pablo     | San Pablo de Heredia      | 27.671           |
| San Rafael    | San Rafael de Heredia     | 45.965           |
| Santa Bárbara | Santa Bárbara de Heredia  | 36.243           |
| Santo Domingo | Santo Domingo de Heredia  | 40.072           |
| Sarapiquí     | Puerto Viejo de Sarapiquí | 57.147           |